# Musée Giuliano Ghelli de San Casciano
Le Musée Giuliano Ghelli ou Musée de San Casciano est un musée situé à l'intérieur du couvent de l'église Santa Maria del Gesù o del Suffragio à San Casciano in Val di Pesa, dans l’aire de la ville métropolitaine de Florence. Le musée a été ouvert en septembre 2008. En plus des peintures et des sculptures, il conserve de nombreux objets archéologiques.

## Collections

### Art sacré

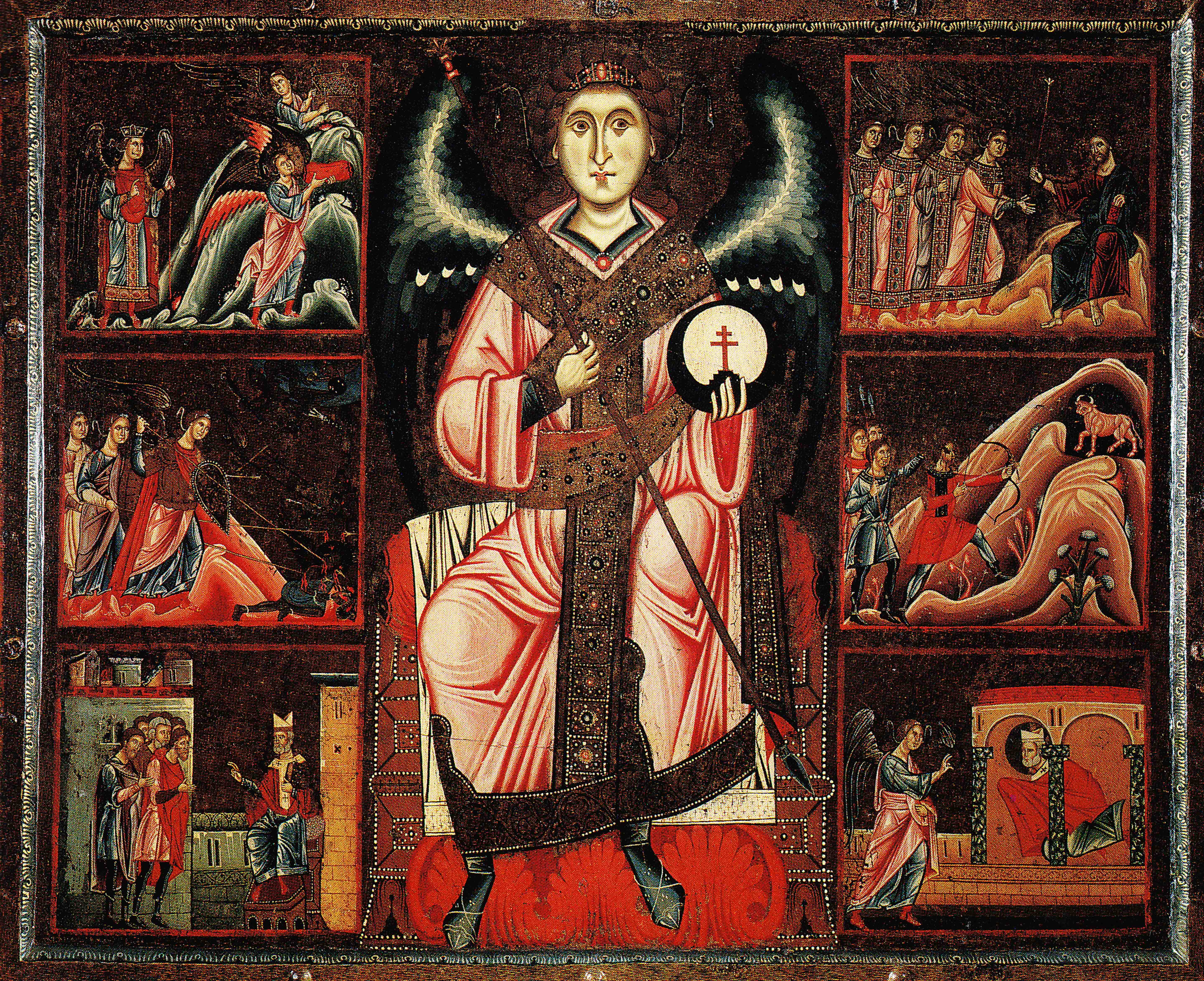
Coppo di Marcovaldo, San Michele Arcangelo e storie della sua leggenda.
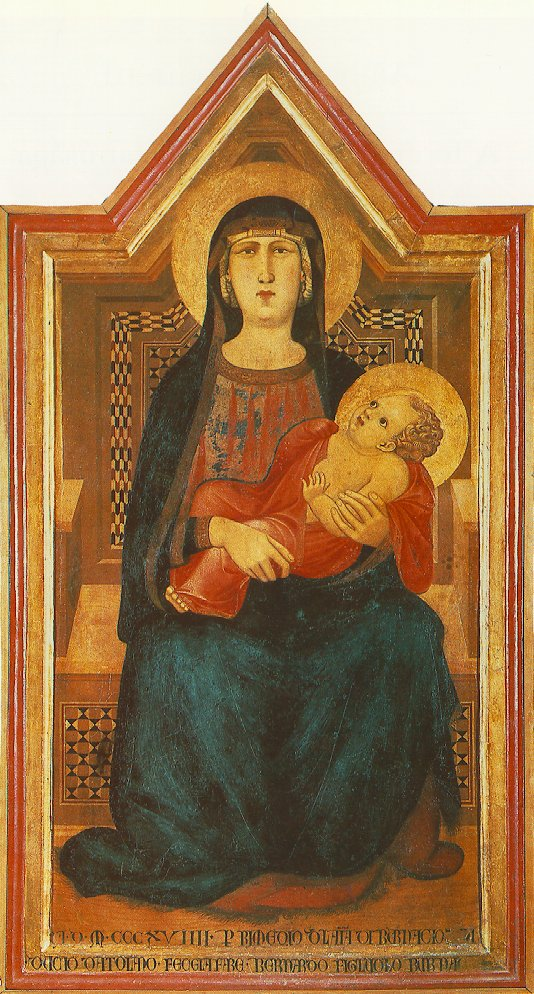
Ambrogio Lorenzetti, Madonna di Vico l'Abate.
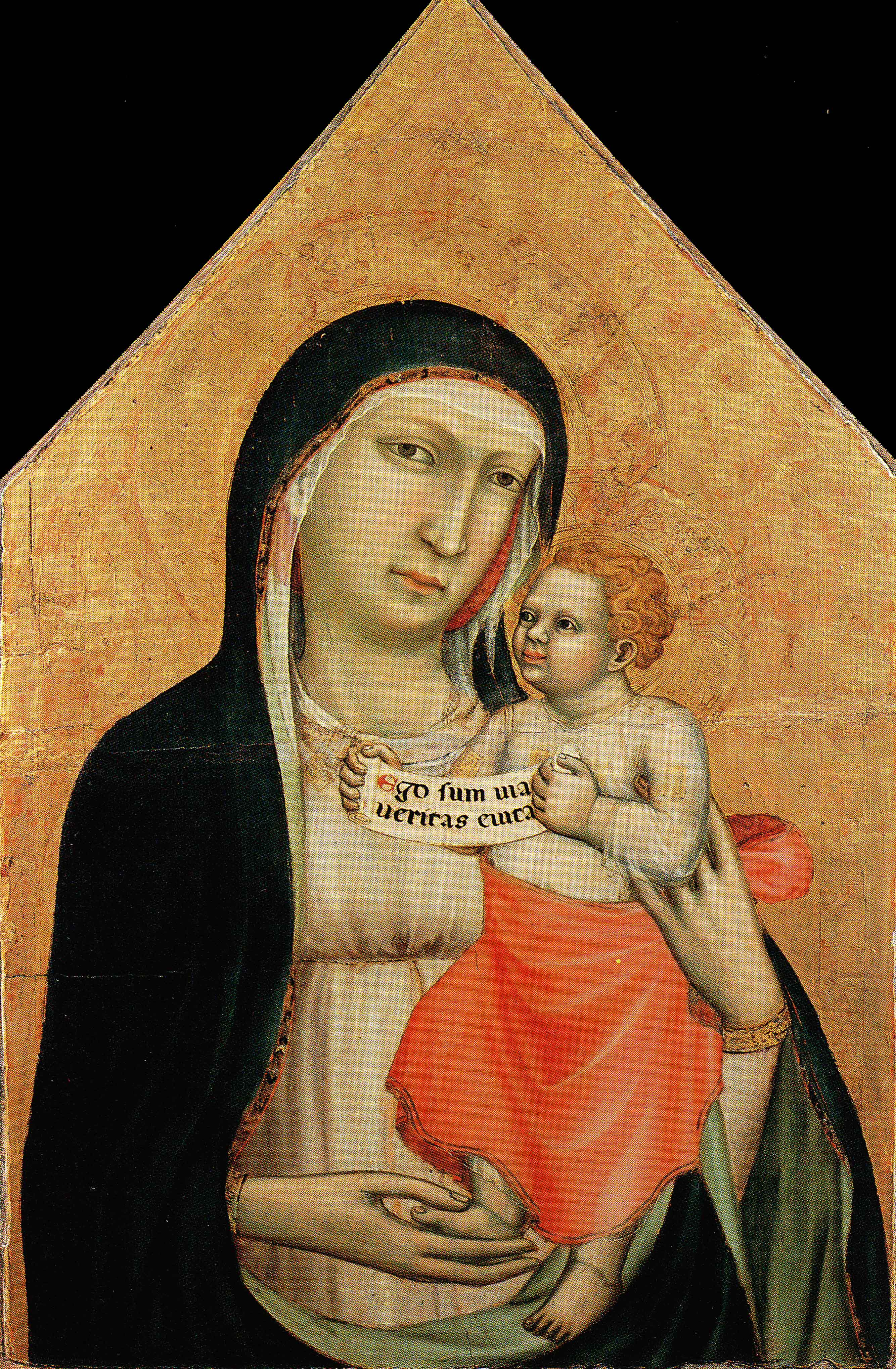
Lippo di Benivieni, Madonna col Bambino.
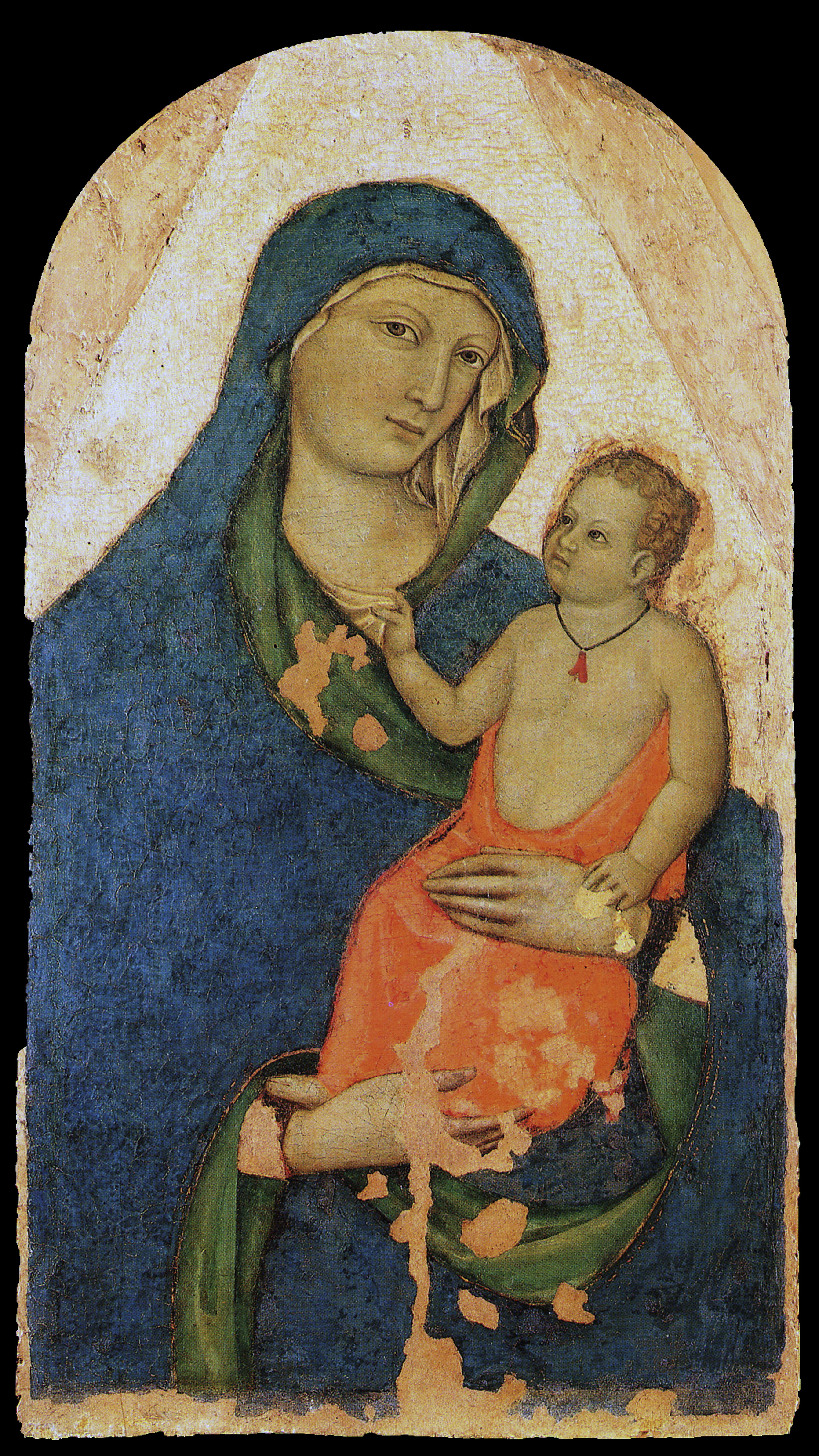
Jacopo del Casentino, Madonna col Bambino.
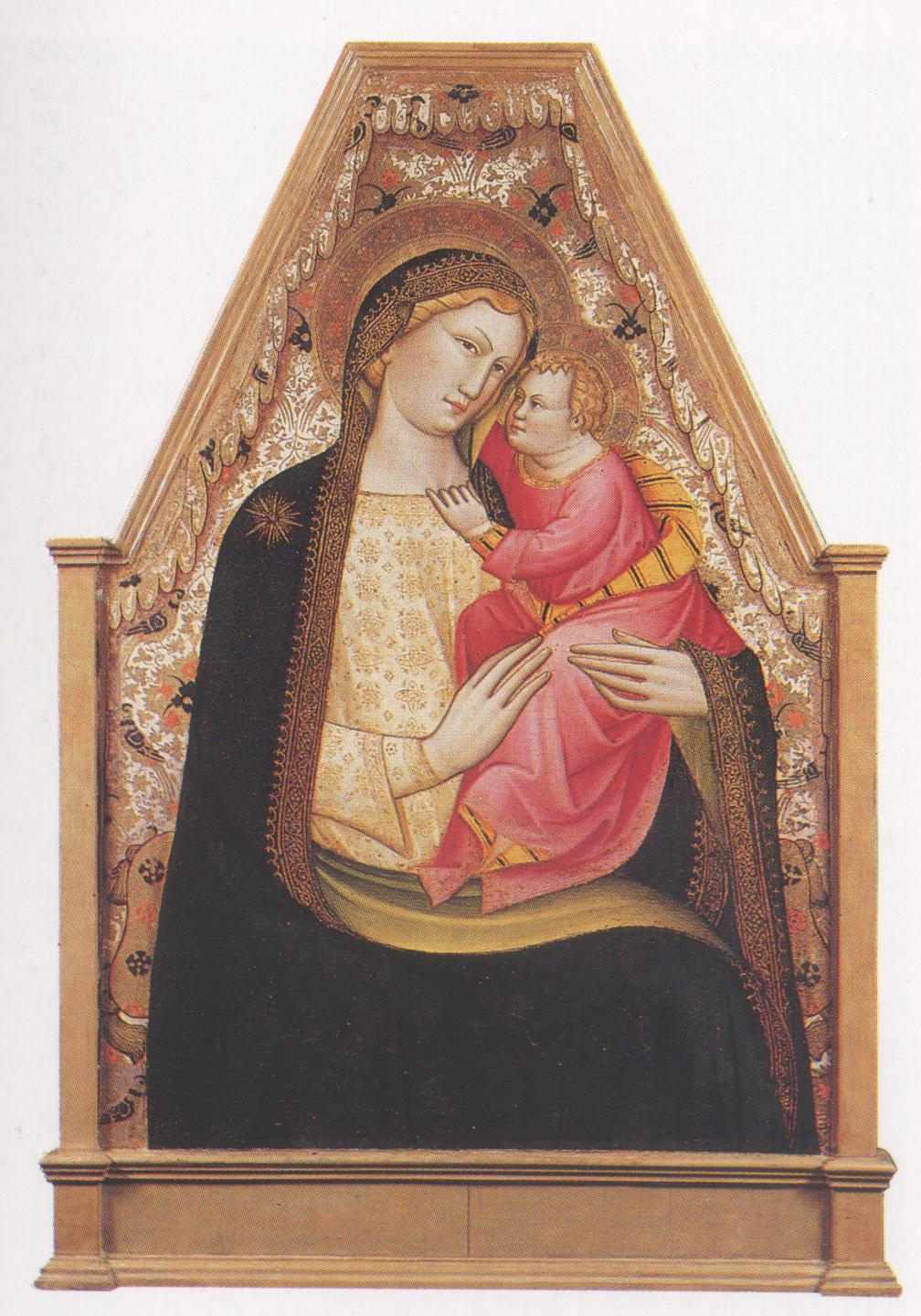
Cenni di Francesco, Madonna col Bambino.
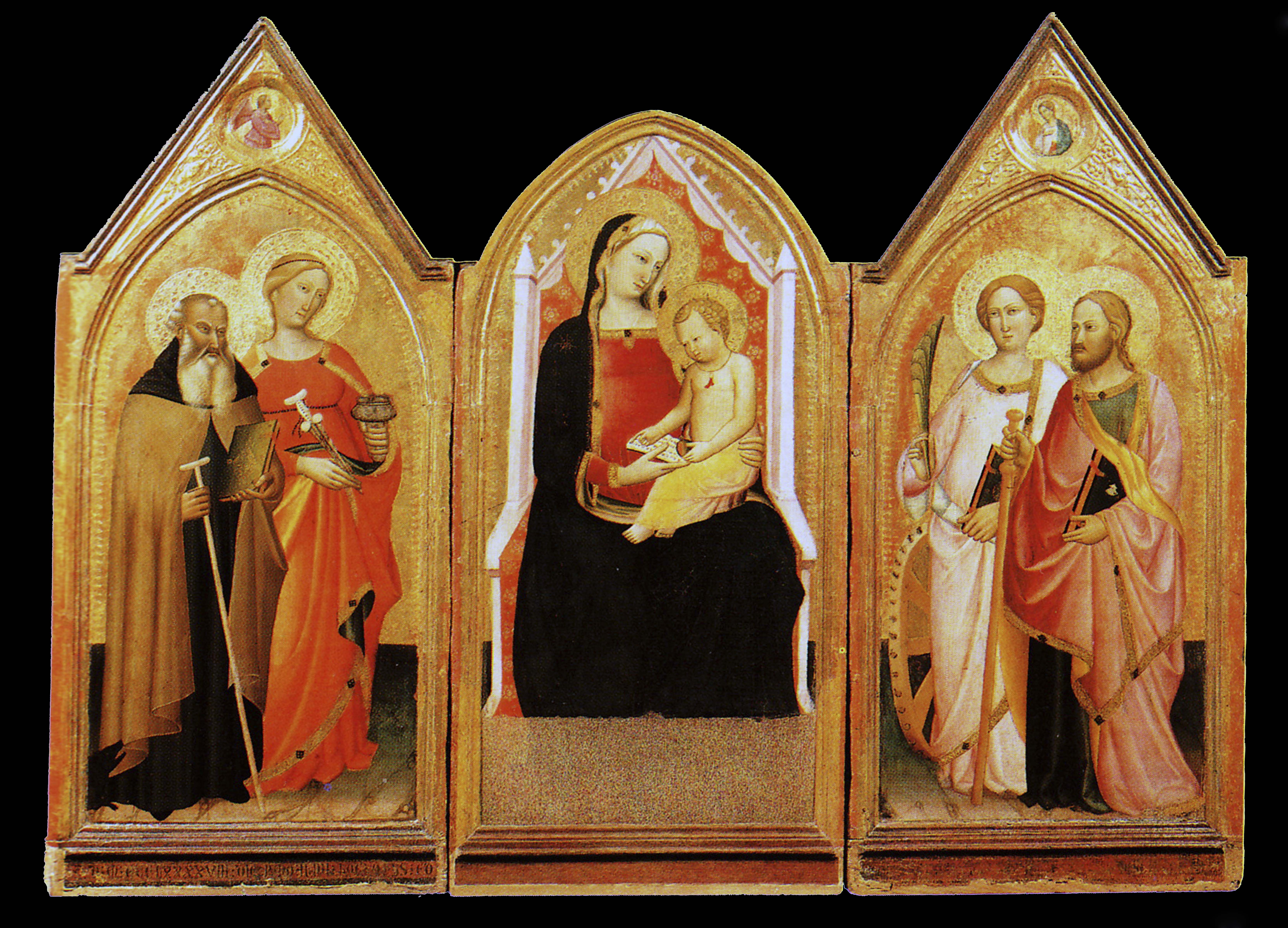
Maestro di San Jacopo a Mucciana, Madonna col Bambino tra i santi Cristina e Antonio Abate, Caterina e Jacopo.